# Rudi Drent
Rudolf Herman „Rudi“ Drent (* 24. April 1937 in Los Angeles; † 9. September 2008 in Groningen) war ein niederländischer Ornithologe.

## Leben
Drent war der Sohn eines Niederländers und einer Deutschen. Sein Vater war ein Kapitän aus Groningen, der seinen Wohnort nach Los Angeles verlegte, um mehr Zeit bei seiner Familie verbringen zu können. Nach der Pensionierung des Vaters zog die Familie nach Vancouver, wo Drent von 1954 bis 1961 ein Studium an der University of British Columbia absolvierte. Anfänglich auf ein Studium in der Forstwirtschaft fokussiert, ließ er sich von seinen Hochschullehrern überzeugen, Biowissenschaften zu studieren. Gastvorlesungen bei Lars von Haartman, der von 1958 bis 1959 Vancouver besuchte, weckten sein Interesse für die Seevogelökologie. Drents Masterarbeit befasste sich mit der Taubenteiste (Cepphus columba) auf Mandarte Island. Während der Brutsaison 1959 und 1960 lebte er in einer selbstgebauten Hütte auf Mandarte Island, um diese Vogelart zu studieren. 1961 wechselte Drent an die Universität Groningen, wo er 1967 unter der Leitung von Gerard Baerends mit der Dissertation Functional aspects of incubation in the Herring Gull über die Inkubation bei der Silbermöwe (Larus argentatus) zum Ph.D. promoviert wurde. Sie wurde als Teil des Ergänzungsbandes The herring gull and its egg veröffentlicht, den Drent 1970 zusammen mit Baerends herausgab. Mit der Inkubation befasste sich Drent auch in den folgenden Jahren, darunter 1975 in der Buchreihe Avian Biology von Donald Sankey Farner und James Roger King. Nach seiner Promotion war Drent zunächst als Lehrbeauftragter in Ökologie an der University of British Columbia in Vancouver tätig und kehrte 1972 als Dozent für Ökologie an die Universität Groningen zurück, wo er 1984 an den Lehrstuhl für Tierökologie berufen wurde. Drent leitete die Dissertationen von 65 Doktoranden.
Im Zuge seiner Arbeiten zur Brutbiologie begann Drent sich für die Physiologie zu interessieren, insbesondere für die energetischen Kosten des Brutverhaltens. 1980 verfasste er darüber in Zusammenarbeit mit Serge Daan das Werk The Prudent Parent, in dem die angenommene Obergrenze des Energieverbrauchs mit dem 4- bis 5-Fachen des Grundumsatzes angegeben wird. Es stellt darüber hinaus eine integrative Sichtweise auf die Energetik in einem lebensgeschichtlichen Zusammenhang dar, die lange Zeit in vielen Forschungsprogrammen verfolgt wurde. Ein Großteil von Drents Forschung in Groningen konzentrierte sich auf Gänse, wobei er sich den Winter und das Frühjahr über auf den Wattenmeerinseln aufhielt und im Sommer die nordrussische Tundra oder Spitzbergen besuchte. Wann immer möglich, untersuchte er individuell beringte Gänse, was ihm die Gelegenheit gab, das Nahrungs- und Sozialverhalten mit der Mast, dem Zug und den Konditionsfaktoren auf individueller Ebene zu verknüpfen. Die Mast wurde im Feld mit Hilfe von Unterbauchprofilen ermittelt, die auch als Rubens-Index bekannt sind.
An der biologischen Forschungsstation de Herdershut der Universität Groningen auf der holländischen Wattenmeerinsel Schiermonnikoog war er für seine Freilandstudien für Studierende, Doktoranden und Gäste bekannt, im Dollart und im Nationalpark Lauwersmeer führte er Vogelzählungen durch.